# Velká východoasijská sféra vzájemné prosperity
Velká východoasijská sféra vzájemné prosperity (japonsky 大東亜共栄圏, だいとうあきょうえいけん, Dai tóa kjóeiken), nazývaná také blok jenu, byl svaz japonských loutkových či okupovaných států za druhé světové války, vycházející z konceptu „bloku asijských národů, vedených Japonskem a nezávislých na koloniálních mocnostech“. Tato organizace byla uvedena do chodu na Velké východoasijské konferenci roku 1943. Zanikla s kapitulací Japonska dne 2. září 1945. Většina těchto zemí byla také členy Osy.

## Členové
| - Japonsko Čosen (Korea) Formosa - Mandžukuo - Čínská republika Mengkukuo | - Filipíny - Barma - Kambodža - Thajsko - Vietnam - hnutí Azad Hind - Indonéská národní strana |